# Etíopes

Homem somali do tipo camítico oriental (escultura da série The Races of Mankind, 1929)

Etíope, também conhecida como camita oriental, foi uma classificação racial histórica. Os etíopes eram tipicamente classificados como uma sub-raça caucasoide. De acordo com Jonh Baker, na sua forma estável, os etíopes estão centralmente distribuídos no corno de África, entre as populações das regiões que falam as línguas camito-semíticas ou afro-asiáticas. Baker os descreveu como sendo de altura média, com o crânio dolicocéfalo ou mesocéfalo, forma da face essencialmente caucasoide, um perfil ortognático, um pouco proeminente, nariz estreito, orelhas em forma de anel e uma pele invariavelmente castanha, tanto com um tom meio escuro como avermelhado.